# Bomarea boliviensis
Bomarea boliviensis är en alströmeriaväxtart som beskrevs av John Gilbert Baker. Bomarea boliviensis ingår i släktet Bomarea och familjen alströmeriaväxter. Inga underarter finns listade i Catalogue of Life.